# Microhydromys
Genre
Répartition géographique
Microhydromys est un genre de rongeurs de la sous-famille des Murinés.

## Liste des espèces
Ce genre comprend les espèces suivantes :
- Microhydromys musseri Flannery, 1989
- Microhydromys richardsoni Tate et Archbold, 1941